# Ancient Dreams in a Modern Land
Ancient Dreams In A Modern Land (с англ. — «Древние Мечты На Современной Земле») — пятый студийный альбом уэльской певицы и автора песен Марины, ранее известной как Marina and the Diamonds. Мировая премьера альбома состоялась 11 июня 2021 года на лейбле Atlantic. Альбом с элементами жанров электропоп, дэнс-поп, поп-рок и барокко-поп поднимает такие темы, как феминизм, патриархат и мизогиния, капитализм, расизм, давление человека на окружающую среду и изменения климата.

## История создания
После выпуска своего четвёртого студийного альбома Love + Fear в 2019 году Марина отправилась в тур и выпустила акустический мини-альбом Love + Fear (Acoustic). Она также начала работу над пятым студийным альбомом и подтвердила свои планы в посте в Instagram в январе 2020 года. За этой новостью последовал выпуск в феврале саундтрека «About Love», который был включен в саундтрек к американской романтической комедии «Всем парням: P.S. Я люблю тебя».
Марина самостоятельно писала песни из этого альбома («Man's World» и «Pandora's Box» на рубеже 2019-2020, остальные во время пандемии COVID-19; «New America» стала ответом на убийство Джорджа Флойда). Выпуску альбома предшествовал выход трёх синглов: «Man's World» 18 ноября 2020, «Purge the Poison» 14 апреля 2021 и его альтернативная версия (с куплетом от Надежды Толоконниковой из Pussy Riot) 5 мая.

## Музыка и тексты
Музыкальные критики описывают Ancient Dreams in a Modern Land как альбом в жанре электропоп и данс-поп. Во время записи песен Марина была мотивирована жестоким обращением с женщинами и представителями ЛГБТ на протяжении всей истории, а также черпала вдохновение в охоте на салемских ведьм. Тексты песен многословны и представляют больше «энергии и настроения», чем песни на Love + Fear.

## Реакция критиков
| Совокупная оценка    | Совокупная оценка |
| Источник             | Оценка            |
| -------------------- | ----------------- |
| AnyDecentMusic?      | 7.7/10            |
| Metacritic           | 79/100            |
| Оценки критиков      |                   |
| Источник             | Оценка            |
| The Arts Desk        | [ 8 ]             |
| Clash                | 8/10              |
| Dork                 | [ 12 ]            |
| Gigwise              | [ 13 ]            |
| The Line of Best Fit | 8/10              |
| MusicOMH             | [ 15 ]            |
| NME                  | [ 16 ]            |
| The Observer         | [ 17 ]            |
| Under the Radar      | [ 18 ]            |

Альбом получил высокие оценки критиков. На сайте-агрегаторе рецензий Metacritic он получил 79 баллов из 100 («преимущественно положительные отзывы»). Томас Грин из The Arts Desk считает Ancient Dreams in a Modern Land лучшим альбомом Марины, отчасти из-за её «новообретенной болтливости». Он назвал его «невероятно приятным» и был удовлетворен тем, что недавний переезд певицы в Лос-Анджелес не привел к музыкальному направлению, которое он назвал «калифорнийской томностью». Джессика Финн из Clash считает, что альбом отражает желание Марины «вернуть себе самоощущение», в дополнение к её «естественному инстинкту написания песен и её львиной стойкости»; она также сравнила песни «Venus Fly Trap», «Man's World» и «I Love You but I Love Me More» за то, что они напомнили ей «дико дерзкую и удивительно юную» эпоху Electra Heart. Вики Грир из Gigwise похвалила Марину за искренность, написав, что тексты певицы «бьют тебя по лицу, пока ты танцуешь»; она отметила, что в альбоме участилось использование политических посланий, но в конечном итоге посчитала, что он расширяет возможности (англ. empowering) и претендует на звание одного из лучших альбомов года .
Ред Джири из The Line of Best Fit считает, что Ancient Dreams in a Modern Land словно состоит из двух мини-альбомов, первый из которых был «социально-политически заряженным», а второй —  состоящим из «более нежных интимных историй». Он также наслаждался её «чувством заработанной тяжелым трудом уверенности» и более острым «фирменным театральным гламуром» после Love + Fear. По словам Эбигейл Фёрт из Dork, Марина слишком серьёзно относится к тематике своего альбома, в отличие от более ранних релизов The Family Jewels и Electra Heart. Однако ей понравились баллады из альбома («Highly Emotional People» и «Flowers») и отсылки к ранним песням. Обозреватель Дэмиен Моррис из The Observer подчеркнул личностный рост Марины и её заботу о женщинах и об окружающем мире, суммировав, что из уст певицы «подстрекательство к бунту звучит соблазнительно».

## Список композиций
Все песни написаны Мариной.
| №                   | Название                          | Продюсер(ы)                               | Длительность |
| ------------------- | --------------------------------- | ----------------------------------------- | ------------ |
| 1.                  | «Ancient Dreams in a Modern Land» | Марина Диамандис Джеймс Флэнниган [англ.] | 3:26         |
| 2.                  | «Venus Fly Trap»                  | Диамандис Флэнниган                       | 2:38         |
| 3.                  | «Man's World»                     | Диамандис Дженнифер Десильвео [англ.]     | 3:28         |
| 4.                  | «Purge the Poison»                | Десильвео                                 | 3:16         |
| 5.                  | «Highly Emotional People»         | Флэнниган                                 | 3:34         |
| 6.                  | «New America»                     | Флэнниган Диамандис                       | 3:52         |
| 7.                  | «Pandora's Box»                   | Флэнниган Диамандис                       | 3:52         |
| 8.                  | «I Love You but I Love Me More»   | Десильвео                                 | 3:43         |
| 9.                  | «Flowers»                         | Флэнниган                                 | 3:54         |
| 10.                 | «Goodbye»                         | Флэнниган                                 | 4:42         |
| Общая длительность: | Общая длительность:               | Общая длительность:                       | 36:07        |

## История релизов
| Страна         | Дата            | Формат                                  | Лейбл    | Источник |
| -------------- | --------------- | --------------------------------------- | -------- | -------- |
| Австралия      | 11 июня 2021    | CD Цифровая дистрибуция Компакт-кассета | Atlantic | [ 19 ]   |
| Великобритания | 11 июня 2021    | CD Цифровая дистрибуция Компакт-кассета | Atlantic | [ 20 ]   |
| Канада         | 11 июня 2021    | CD Цифровая дистрибуция Компакт-кассета | Atlantic | [ 21 ]   |
| Новая Зеландия | 11 июня 2021    | CD Цифровая дистрибуция Компакт-кассета | Atlantic | [ 22 ]   |
| Россия         | 11 июня 2021    | CD Цифровая дистрибуция Компакт-кассета | Atlantic | [ 23 ]   |
| США            | 11 июня 2021    | CD Цифровая дистрибуция Компакт-кассета | Atlantic | [ 24 ]   |
| Великобритания | 25 февраля 2022 | LP                                      | Atlantic | [ 25 ]   |